# Eerste Slag bij St Albans
De Eerste Slag bij St Albans was de eerste veldslag van de Rozenoorlogen, een serie van burgeroorlogen tussen het Huis Lancaster en het Huis York om de troon van Engeland. De slag vond plaats op 22 mei 1455. De veldslag eindigde in een klinkende overwinning voor Richard van York en de dood van Edmund Beaufort, de graaf van Somerset en commandant van de troepen van koning Hendrik VI. Richard nam Hendrik, die ook aanwezig was, gevangen en liet zichzelf tot Lord High Constable uitroepen.
De koninklijke troepen kwamen als eerste aan in St Albans. Edmund Beaufort plaatste zijn troepen langs de Tonman Ditch, Sopwell Lane en de Shropshire Lane. Kort daarop arriveerde het leger van York dat zijn tenten opsloeg in Keyfield, ten oosten van de Lancasters. Verwoede onderhandelingen werden opgestart en herauten galoppeerden op en neer tussen de beide kampen met boodschappen voor de rivaliserende commandanten. Richard van York streefde naar een vreedzame oplossing, maar nadat de onderhandelingen enkele uren vruchteloos hadden aangesleept, lanceerde Richard een aanval. De Lancasters werden verrast door de snelheid van Richards aanval; ze rekenden op een vreedzame oplossingen zoals in 1452 te Blackheath was gebeurd. De aanvallen hadden echter weinig succes door de barricaden die de Lancasters hadden opgeworpen en de Yorkisten leden zware verliezen.
Ondertussen leidde Richard Neville, graaf van Warwick, zijn troepen door een onbewaakt deel van de stad, dwars door tuinen en steegjes. Plots verscheen de graaf midden op het marktplein. De Lancasterse troepen waren volledig onvoorbereid op een aanval en velen droegen zelfs geen helm. Warwick viel met grote kracht aan en de Lancasters sloegen op de vlucht. Vervolgens gaf Warwick zijn boogschutters de opdracht de entourage van de koning te beschieten, waarbij veel doden vielen en de koning en de hertog van Buckingham gewond raakten. De Lancasters achter de barricaden realiseerden zich dat ze werden omsingeld en verlieten de stad.
Hoewel de Eerste Slag bij St Albans naar militaire maatstaven een kleine veldslag was, had deze verstrekkende politieke gevolgen. De slag was een grote overwinning voor York: koning Hendrik werd gevangengenomen, Beaufort sneuvelde en Richard heroverde zijn macht volledig. De twee belangrijkste rivalen van Warwick, Henry Percy en lord De Clifford lieten ook het leven.